# Tvättesjön (Östra Frölunda socken, Västergötland)
Tvättesjön är en sjö i Svenljunga kommun i Västergötland och ingår i Ätrans huvudavrinningsområde.